# Фрёлих, Шарлотта
Шарлотта Фрёлих (швед. Charlotta Frölich; 28 ноября 1698 — 21 июля 1770) — шведская поэтесса и историк. Она была одним из самых плодовитых авторов своего времени, второй после Хедвиги Шарлотты Норденфлихт. Иногда она использовала псевдоним Лотта Тривен (Lotta Triven). Автор нескольких политических работ. Фрелих была первой женщиной, чьи труды публиковались шведской Академией наук.

## Биография
Шарлотта Фрелих была дочерью графа Карла Густава Фрёлиха (швед. Carl Gustaf Frölich) и Беаты Кристины Кронстрём (швед. Beata Christina Cronström) и вышла замуж за Йохана Функа (швед. Johan Funck) в 1735 году. Она была племянницей Евы Маргареты Фрёлих (швед. Eva Margareta Frölich).
Фрёлих выросла в Прибалтике и получила лютеранское спартанское и религиозное воспитание с акцентом на религию, тяжёлый труд и отсутствие роскоши. Она много читала, писала, занималась историей, домашним хозяйством, пела гимны и Библию: также предполагается, что кроме шведского она говорила по-немецки, потому что у её отца немецкий был первым языком. Она долго отказывалась выходить замуж, чтобы посвятить себя сельскому хозяйству и горному хозяйству. Она владела поместьем Овербо, где производила чугун, как до, так и после замужества.

## Творчество
Её произведения можно разделить на два периода: до 1759 года она выпускала в основном учебники, а с 1762 года (после перерыва, когда её зрение ухудшилось) преимущественно случайные стихи. Она опубликовала учебник по истории и пособия по сельскому хозяйству.
В 1741 году она стала первой женщиной, опубликованной в Академии Наук, с тремя работами по сельскому хозяйству, основанными на её собственном опыте; второй была Ева Экеблад (1748). Её книга по истории с 1759 года стала популярной и вышла в новых изданиях уже в 1817 году.
В 1768 году она опубликовала два стихотворения о политических дебатах: Bisvärmen и Poeme. Она выдвинула предложения о государственном уходе и образовании детей-нищих. Фрелих принадлежала к ограниченному числу женщин, шесть из которых открыто участвовали в политических дебатах под своим именем в свободное время, а не под псевдонимом: наряду с Элизабет Штирнкрон и Анной Антуанеттой Гилленборг, Хедвигой Шарлоттой Норденфлихт, Франсуазой Маргаритой Жанисон и Анной Маргаретой фон Брагнер. Вместе с Франсуазой Маргаритой Жанисон она одна из двух женщин своего века разработала идеи о том, как государство будет управлять экономикой.